# Трка (ТВ филм)
„Трка” је југословенски ТВ филм из 1961. године. Режирао га је Влада Петрић а сценарио је написао Кен Хејс.

## Улоге
| Глумац               | Улога |
| -------------------- | ----- |
| Станимир Аврамовић   |       |
| Душан Бајчетић       |       |
| Милан Срдоч          |       |
| Боса Стојадиновић    |       |
| Миленко Стојадиновић |       |